# 新榮町車站 (愛知縣)
新榮町站（日语：／ Shinsakae-machi eki */?）是位於愛知縣名古屋市東區葵一丁目，為名古屋市營地下鐵東山線之車站。車站編號為H11。

## 車站結構
為2面2線側式月台之地下車站。

### 月台配置
| 月台 | 路線   | 目的地               |
| ---- | ------ | -------------------- |
| 1    | 東山線 | 東山公園、藤丘方向   |
| 2    | 東山線 | 榮、名古屋、高畑方向 |

## 相鄰車站
名古屋市營地下鐵
 東山線
榮（H10）－新榮町（H11）－千種（H12）

## 外部連結
- 新榮町 - 名古屋市交通局

35°10′15″N 136°55′12″E / 35.170723°N 136.919972°E